# Prionodraco evansii
Prionodraco Regan, 1914 è un genere monospecifico di pesci ossei marini con pinne raggiate appartenente alla famiglia Bathydraconidae, la cui unica specie è Prionodraco evansii. Questi pesci sono originari dell'Oceano Antartico.

## Etimologia
Il nome del genere compone è stato creato componendo il prefisso prion che significa "sega", un riferimento alle placche ossee seghettate a forma di V sui fianchi, e draco che significa "drago", un suffisso comune usato nei nomi dei pesci della famiglia Nototheniidae. Il nome specifico onora E. R. G. R. Evans, il capitano della spedizione Terra Nova, pioniera delle esplorazioni antartiche fra il 1910 e il 1913.

## Descrizione
I pesci di questa specie possiedono un corpo nudo e privo di squame, con una sezione trasversale quadrilatera che presenta alcune squame solo sulle linee laterali e placche ossee a forma di V con margini seghettati situate lungo gli angoli del corpo. Dispongono di due linee laterali, di cui quella centrale è ricoperta unicamente da squame perforate mentre quella superiore ha squame tubolari. Le mascelle sono rivestite da fasce di piccoli denti conici, alcuni dei quali possono essere di forma più allargata. La cresta dell'opercolo termina con una spina uncinata. I raggi molli della pinna dorsale sono 34-38, mentre quelli della pinna anale sono 28-33.
Questa specie raggiunge una lunghezza totale massima di 15,5 cm e un peso massimo registrato di 17 g. Sotto alcol, il colore generale è marrone con macchie nere di dimensioni variabili sulla testa e sul corpo e una grande macchia scura presente sulla pinna dorsale.

## Biologia

### Comportamento
È possibile catalogare il Prionodraco evansii come una specie demersale.

### Alimentazione
La specie si ciba principalmente di policheti e crostacei bentonici.

### Riproduzione
La deposizione delle uova di Prionodraco avviene in autunno e all'inizio dell'inverno. Le uova si schiudono probabilmente nella primavera successiva e la lunghezza totale delle larve alla schiusa è di circa 12 mm; la fase pelagica delle larve è breve. La maturità sessuale viene raggiunta a una lunghezza totale di 10 cm.

## Distribuzione e habitat
La specie è presente nell'Oceano Antartico australiano ed è stata registrata nelle Isole Orcadi meridionali e nelle Isole Shetland meridionali, nella punta settentrionale della Penisola Antartica fino a 65°S e nella piattaforma continentale dell'Antartide, a profondità comprese tra 70 e 550 metri

## Tassonomia
Il Prionodraco è stato descritto per la prima volta come genere nel 1914 dall'ittiologo britannico Charles Tate Regan, dopo che alcuni esemplari erano stati ritrovati dalla spedizione Terra Nova nel Mare di Ross e nel Canale McMurdo.